# Rhodymeniales
Rhodymeniales, red crvenih algi u razredu Florideophyceae, dio podrazreda Rhodymeniophycidae. Preko 400 vrsta u nekoliko porodica. Ime je došlo po rodu Rhodymenia.

## Porodice
1. Champiaceae Kützing
2. Faucheaceae Strachan, G.W.Saunders & Kraft
3. Fryeellaceae L.Le Gall, Dalen & G.W.Saunders
4. Hymenocladiaceae Le Gall, Dalen & G.W.Saunders
5. Lomentariaceae Willkomm
6. Rhodymeniaceae Harvey
7. Rhodymeniales incertae sedis